# Viande séchée du Valais
La viande séchée du Valais est une spécialité de viande séchée de Suisse qui a obtenu le label d'indication géographique protégée en janvier 2003.

## Description
La viande séchée du Valais ne peut être produite qu'en Valais, selon un savoir-faire transmis de génération en génération. Elle est fabriquée à partir de cuisses de bœuf, certifiées d'origine suisse. Après la phase de désossage, les pièces de viande sont soigneusement assaisonnées dans un mélange d’épices, puis mises à étuver et à sécher durant quatre à six semaines, phase délicate, qui exige beaucoup de soins et de savoir-faire. Enfin, l'opération du pressage, répétée à plusieurs reprises, permet de donner à la viande séchée une forme adaptée à son tranchage. Les méthodes de fabrication préservent la spécificité du produit. La nature et la main de l'homme donnent à chaque viande séchée un goût typé.